# Елизаветград (Алтайский край)
Елизаветград — село в Табунском районе Алтайском крае, в составе Лебединского сельсовета. Основано в 1910 году.
Население - 150 (2013)

## История
Основано в 1910 году переселенцами из Причерноморья. До 1917 года — католическо-лютеранский посёлок Златополинской волости Барнаульского уезда Томской губернии. Долгое время деревня называлась «Пресноводной», так как находится на берегу озера. Сначала жители села строили пластяные — «луговые» дома («визхаус»). В 1930-х гг. начали строить саманные дома. Также строили деревянные дома, за деревом ездили в Бор за 150 километров.
До революции здесь была своя национальная школа. В деревню приезжал пастор из Славгорода, литовец по национальности, он вел службу на литературном немецком языке. В 1926 году имелся сельсовет. В 1929 году многие жители деревни уехали в Америку.
В годы коллективизации организован колхоз «Луч».В 1937 году многие жители деревни были репрессированы. В 1942 году многие призваны в трудармии, под Ульяновск, на шахты в Подмосковье. В 1945 году в село были привезены репатрианты, которые одними из первых уехали в Германию, еще в 1970-х годах

## Физико-географическая характеристика
Село расположено в пределах Кулундинской равнины, к юго-востоку от озера Шошкалы, на высоте 113 метров над уровнем моря. Рельеф местности - равнинный, село окружено полями. Распространены тёмно-каштановые почвы.
По автомобильным дорогам расстояние до административного центра сельского поселения села Лебедино - 12 км, районного центра села Табуны - 54 км, до краевого центра города Барнаула - 370 км.
Климат
Климат умеренный континентальный (согласно классификации климатов Кёппена-Гейгера — тип Dfb). Среднегодовая температура положительная и составляет +2,2° С, средняя температура самого холодного месяца января − 16,7 °C, самого жаркого месяца июля + 20,9° С. Многолетняя норма осадков — 300 мм, наибольшее количество осадков выпадает в июле — 52 мм, наименьшее в феврале и марте - по 13 мм
Часовой пояс
Елизаветград, как и весь Алтайский край, находится в часовой зоне МСК+4. Смещение применяемого времени относительно UTC составляет +7:00.

## Население
Динамика численности населения по годам:
| 1926 | 1980 | 1989 | 2004 | 2009 | 2021 |  |
| ---- | ---- | ---- | ---- | ---- | ---- |  |
| 220  | 297  | 331  | 228  | 200  | 2    |  |

| 1926 | 1980 | 1987 | 1997 | 1998 | 1999 | 2000 |
| ---- | ---- | ---- | ---- | ---- | ---- | ---- |
| 220  | ↗297 | ↗331 | ↘315 | ↗327 | ↘298 | ↘292 |
| 2001 | 2002 | 2003 | 2004 | 2005 | 2006 | 2007 |
| ↗314 | ↘299 | ↗300 | ↘228 | ↘220 | ↘183 | ↗214 |
| 2008 | 2009 | 2010 | 2011 | 2012 | 2013 |      |
| ↘195 | ↗200 | ↘153 | ↗155 | ↗157 | ↘150 |      |